# Palazzo della Provincia (Isola del Principe Edoardo)
Il palazzo della Provincia dell'Isola del Principe Edoardo è l'edificio in cui si tengono, sin dal 1847, le assemblee legislative dell'omonima provincia canadese. Situato a Charlottetown, capoluogo della provincia dell'Isola del principe Edoardo, l'edificio è la seconda sede di governo più vecchia dell'intero Canada.
L'edificio è classificato come sito storico nazionale del Canada.